# The Mary Onettes (musikalbum)
The Mary Onettes är The Mary Onettes första studioalbum, utgivet 25 april 2007 på skivbolaget Labrador. Från skivan utgavs två singlar: Void och Lost, vilka båda släpptes innan albumet.

## Produktion
Skivan spelades in i House Arrest Studio i Göteborg. Philip Ekström producerade samtliga låtar utom "Pleasure Songs", vilken producerades av Lars Malmros. Skivan mixades av Henrik och Philip Ekström och mastrades i Cutting Room av Thomas Eberger. Philip Ekström arrangerade låtarna.

## Låtlista
Alla låtar är skrivna av Philip Ekström.
| Nr  | Titel                | Längd |
| --- | -------------------- | ----- |
| 1.  | Pleasure Songs       | 4:26  |
| 2.  | Lost                 | 4:03  |
| 3.  | Void                 | 3:28  |
| 4.  | The Laughter         | 5:25  |
| 5.  | Slow                 | 4:25  |
| 6.  | The Companion        | 3:56  |
| 7.  | Explosions           | 3:57  |
| 8.  | Henry                | 4:06  |
| 9.  | Under the Guillotine | 3:23  |
| 10. | Still                | 3:39  |

## Personal
- Petter Agurén - gitarr
- Thomas Eberger - mastering
- Henrik Ekström - bas, mixning
- Philip Ekström - sång, gitarr, mixning, producent, inspelning, arrangemang
- Peter Eriksson - konvolutdesign
- Simon Fransson - trummor
- Karin Hagström - stråkar (spår 10)
- Lars Malmros - producent (spår 1), inspelning (spår 1)
- Lina Molander - stråkar (spår 10)
- Henrik Mårtensson - fotografi

## Mottagande
I USA gav Allmusic skivan betyget 3/5 och Pitchfork Media 6,9/10.
I Sverige fick skivan generellt sett ett positivt mottagande och snittar på 3,6/5 på Kritiker.se, baserat på tretton recensioner. Bland de positiva recensioner återfanns bland andra Expressen (4/5), Svenska Dagbladet (5/6) och Helsingborgs Dagblad (4/5). Bland de mer negativt inställda recensionerna fanns Corren (2/5) och Nerikes Allehanda (2/5).

### Fotnoter
1. 1 2  ”The Mary Onettes”. Discogs.com. http://www.discogs.com/Mary-Onettes-The-Mary-Onettes/release/978939. Läst 18 februari 2012.
2. ↑  ”The Mary Onettes”. Labrador. Arkiverad från originalet den 18 februari 2012. https://web.archive.org/web/20120218183021/http://www.labrador.se/releases/themaryonettes.php3. Läst 18 februari 2012.
3. ↑  ”The Mary Onettes”. Svensk mediedatabas. http://smdb.kb.se/catalog/search?q=the+mary+onettes+typ%3Afonogram&sort=OLDEST. Läst 18 februari 2012.
4. ↑  Reges, Margaret. ”The Mary Onettes”. Allmusic.com. http://allmusic.com/album/the-mary-onettes-r1065671. Läst 19 februari 2012.
5. ↑  Abebe, Nitsuh (11 maj 2007). ”The Mary Onettes”. Pitchfork Media. http://pitchfork.com/reviews/albums/10196-the-mary-onettes/. Läst 19 februari 2012.
6. ↑  ”The Mary Onettes”. Kritiker.se. http://kritiker.se/skivor/recension/?skiva=Mary_Onettes__-__The_Mary_Onettes. Läst 19 februari 2012.